# Kaiya parnabyi
Kaiya parnabyi is een spinnensoort uit de familie Gradungulidae. De soort komt voor in Victoria. 